# TPS (entreprise)
Pour les articles homonymes, voir TPS.
TPS (Télévision par satellite) est un ancien bouquet numérique de télévision par satellite, diffusé en France du 16 décembre 1996 au 31 décembre 2008. 
À son lancement, ses actionnaires sont le Groupe TF1, le Groupe M6, Orange (ex-France Télécom), le groupe public France Télévisions, RTL Group (ex-CLT - Compagnie luxembourgeoise de télédiffusion) et Suez Environnement (ex-Lyonnaise des Eaux). 
Lancé le 16 décembre 1996, le bouquet exploite alors les satellites Hot Bird d'Eutelsat. 
Fin 2005, Vivendi, société mère de Canal+ et de Canalsat, prend le contrôle de TPS. Les deux bouquets sont alors des sociétés distinctes du Groupe Canal+. Ils fusionnent le 21 mars 2007 (« le nouveau Canalsat ») et les abonnés se voient progressivement contraints à souscrire à Canalsat. La disparition progressive de TPS est enclenchée et le bouquet cesse définitivement d'émettre le 31 décembre 2008. 
En 2011, l'autorité de la concurrence remet en question la fusion car le groupe Canal+ n'a pas respecté une série de ses engagements. Le 21 décembre 2012, le retrait de l'autorisation de fusion des deux bouquets satellites TPS et Canalsat est confirmé et le groupe Canal+ est condamné à une amende de 27 millions d'euros.

## Historique

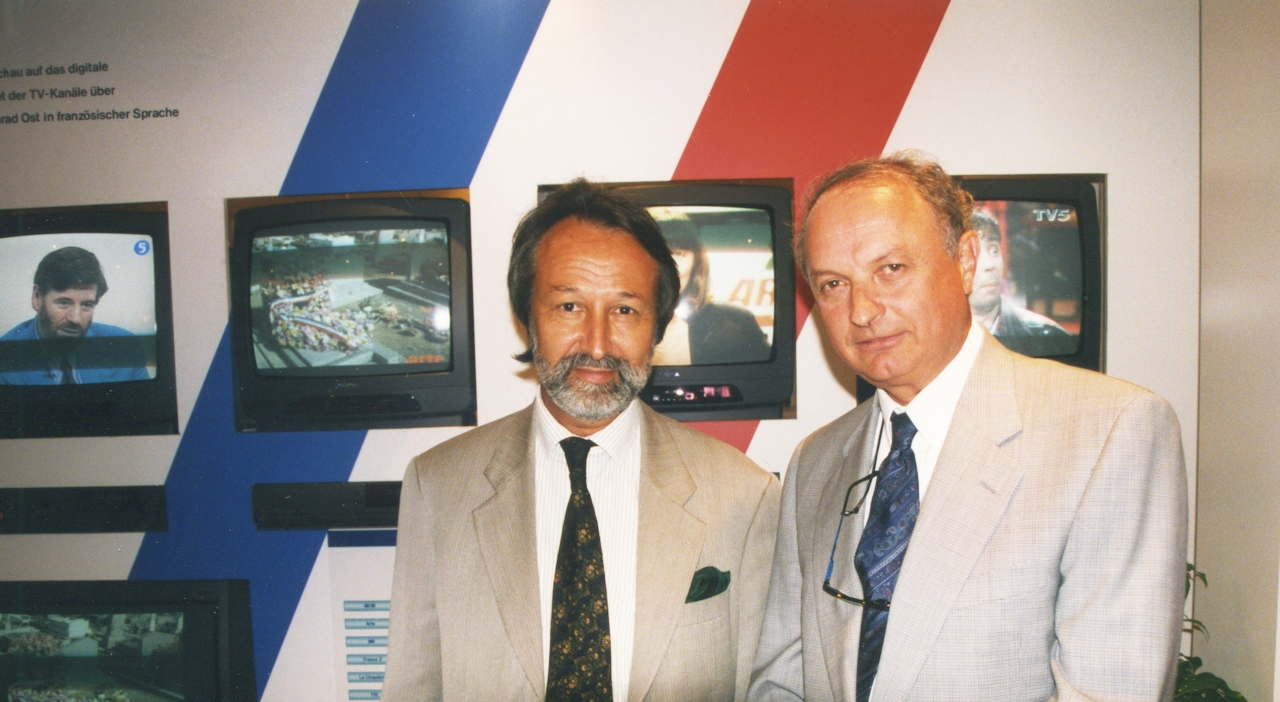
Jérôme Clément, président de la chaîne Arte et du nouveau bouquet francophone gratuit par satellite (à gauche) et Giuliano Berretta, président de l'opérateur Eutelsat, en juin 1995.

En juin 1995, à l'initiative du nouveau Premier Ministre Alain Juppé et de l'opérateur Eutelsat, le projet de bouquet de chaînes de télévision en numérique par satellite est lancé. Alors que Canalsatellite a débuté en 1992 en analogique et s'apprête à lancer sa version numérique au printemps 1996, l'idée est de concurrencer Canal+ qui a la mainmise sur la télévision payante en France. Eutelsat et Arte sont les instigateurs du projet. Ils sont rejoints par TF1, puis France Télévisions, et enfin M6. 18 mois plus tard, le 16 décembre 1996, Télévision Par Satellite (TPS) est officiellement lancé.
Répartition initiale du capital de TPS 
- TF1 (25 %)
- France Télévisions (25 %)
- Groupe M6 (25 %)
- Suez Lyonnaise des Eaux (25 %)

Pour son lancement, le bouquet TPS bénéficie en exclusivité des cinq chaînes nationales historiques (TF1, France 2, France 3, La Cinquième, et M6) en qualité numérique. TPS distribue aussi en numérique les chaînes payantes : Eurosport, LCI, RTL9, ou Téva. Des chaînes sont lancées pour l'occasion, comme Festival. Des chaînes cinéma sont également créées, avec des films des grands studios américains de cinéma : Paramount, MGM et New Regency, ainsi que les secondes fenêtres exclusives pour la diffusion des films de Sony Pictures (Columbia, etc.) et Buena Vista (Disney).
Même si le lancement est globalement un succès, il est moindre que celui de son concurrent Canalsatellite qui bénéficie de davantage d'ancienneté, et d'une offre plus importante. TPS va donc s'organiser pour renforcer son offre et accueillir de nouvelles chaînes : Les chaînes d'AB Sat rejoignent le bouquet en 1997 (AB1, XXL, Histoire...). D'autres chaînes sont créées par TPS (comme InfoSport en 1998), ainsi que par ses actionnaires TF1 et M6 (M6 Music, TV Breizh, TF6...). TPS lance une autre offensive sur le football en 1999, en proposant plus que Canal+ pour les droits du Championnat de France de football. La LNF ne souhaite pas se couper de son partenaire historique et un partage est réalisé. TPS bénéficie du 2e choix lors de chaque journée et des 6 matchs en paiement à la séance (7 à partir de 2002). 
En 2001, plusieurs actionnaires de TPS (France Télévisions, France Télécom, et la Lyonnaise des eaux) se retirent pour laisser deux actionnaires : le Groupe TF1 avec 66 % et le Groupe M6 avec 34 % du bouquet.
En septembre 2001, TPS lance TPS Star, la chaîne premium de TPS (comme l'est Canal+ pour Canalsatellite). La chaîne regroupe le meilleur des droits audiovisuels de TPS sur le cinéma, les séries et le sport. Au cours des années suivantes, TPS parvient à obtenir les droits exclusifs des studios Warner Bros (Harry Potter, Matrix, Looney Tunes, etc.), les droits du Championnat de France masculin de basket-ball, de la Premier league anglaise, de la Bundesliga, et de la Boxe. 
Pour le Championnat de France de football, Canal+ essaye une première fois d'obtenir l'exclusivité de la Ligue 1 en 2002 pour 480 M€. TPS porte l'affaire devant la justice et obtient le statu quo jusqu'en 2005. Mais lors de l'appel d'offres de 2004, Canal+ arrache l'exclusivité contre la somme de 650 M€.
Ce succès très important va relancer la rumeur d'une fusion entre les 2 bouquets concurrents Canalsat et TPS. Entretemps, TPS lance «TPSL» (La télé par ADSL), son offre payante sur la TNT et la HD.

### Fusion TPS / Canalsat, et prise de contrôle par le groupe Canal+
Le lundi 12 décembre 2005, Vivendi, maison mère de Canal+ annonce qu'un accord est intervenu pour la fusion de Canalsat et TPS. Le nouvel ensemble réuni constituerait une nouvelle ère du satellite français. La fusion entre CanalSat et TPS est détenue par Vivendi Universal à 85 %, TF1 à 9,9 %, et M6 à 5,1 %, toutes réunies dans la nouvelle société Canal+ France. Canal+ France détient la fusion CanalSat et TPS.
L'entité Canal+ France est pour sa part détenue à 80 %, par "le Groupe Canal+" et à 20 %, par Lagardère SCA.
La HD arrive sur TPS en 2006.
Le ministère de l'économie, des finances et de l'industrie donne son aval à la fusion CanalSat et TPS, définitivement approuvée en assemblée générale le 4 janvier 2007. En attendant la fusion, Canal+ le bouquet arrive sur TPS dès le 8 janvier 2007.
Le mercredi 21 mars 2007, le nouveau CanalSat naît à l'antenne, et la disparition progressive de TPS est enclenchée, dès 6h00 du matin, le même jour.
Le lundi 2 avril 2007, le nouveau CanalSat est lancé, après une première migration des chaînes, et regroupe TPS et CanalSat. 
La marque TPS n'est alors plus commercialisée, depuis le 21 mars 2007.
La participation de TF1 dans TPS est vendue à Groupe Canal+ à 100 % en janvier 2008. Le bouquet TPS cesse définitivement d'émettre le 31 décembre 2008. Néanmoins, une seule chaîne du groupe TPS a survécu, TPS Star, disponible sur la TNT payante. Cette chaîne s'est arrêtée le 4 avril 2012 sur Canalsat. Dès le lendemain, elle est remplacée par Orange Cinéma Séries (OCS). TPS Star continue à émettre sur la TNT payante ainsi qu'à l'île de la Réunion uniquement, du 4 avril au 4 mai 2012. TPS Star s'arrête le 4 mai 2012 à minuit, sur la TNT payante, et le 31 décembre 2012 sur l'île de la Réunion.

### Remise en question de la fusion avec Canalsat
Le 20 septembre 2011, un événement sans précédent dans l'histoire de la régulation de la concurrence en France a lieu, le groupe Canal+ est contraint de remettre en question la fusion des bouquets Canalsat et de son ex-ennemi direct : TPS. L'Autorité de la concurrence émet la décision no 11-D-12 selon laquelle l'autorisation de fusion des 2 bouquets peut être annulée, par volte-face. Le motif invoqué par l'autorité concerne une bonne partie des engagements qualifiés d'essentiels et qui n'ont pas été respectés par le groupe Canal+, dont notamment : 
- La mise à disposition de la concurrence, de sept chaînes (TPS Star, Cinéstar, Cinéculte, Cinétoile, Sport +, Piwi et Télétoon) dans des conditions discutables et hors délais.
- La dégradation délibérée de la qualité de programmation de ces sept chaînes thématiques.
- Les budgets revus à la baisse pour ces chaînes.
- L'acquisition de films récents en première exclusivité de succès moindre et de rencontres sportives secondaires comme le football pour TPS Star au profit de Canal+.

L'Autorité de la concurrence souligne la méthode, la volonté délibérée des groupes Canal+ et Vivendi, à partir de 2006, de consolider l'offre Canalsat au détriment de l'offre concurrente (TPS) en dépit de ses engagements. Lors de la fusion, les opérateurs concurrents de l'Internet et du câble (Orange, Neuf Cegetel, Bouygues Telecom, Iliad Free, etc.) auraient dû bénéficier de conditions favorables pour constituer et développer leur offre télévisuelle unitaire, engagement que le groupe Canal+ n'a pas respecté selon l'Autorité de la concurrence. En conséquence de cette décision, le groupe Canal+ est contraint de revoir totalement l'organisation de cette fusion et de trouver des compensations avec ses détracteurs et concurrents, notamment la possibilité pour les concurrents de commercialiser une sélection de certaines chaînes Canal+/Canalsat dans leur offre internet et câble. Les groupes Canal+ et Vivendi déclarent aussitôt vouloir « engager les recours qui s'imposent » au sujet de cette décision (recours devant le Conseil d'État). 
Toutefois, le 21 décembre 2012, le Conseil d'État rend publique sa décision qui confirme la décision de l'Autorité de la concurrence contre le recours. Le retrait de l'autorisation de fusion des deux bouquets satellites TPS et Canalsat est confirmé. De plus, l'amende prononcée en 2011 à l'encontre de Canal+ passe de 30 à 27 millions d'euros.

## Identité visuelle (logo)

Logo de TPS du 16 décembre 1996 au 25 septembre 1999.
Ancien logo de TPS du 26 septembre 1999 au 31 juillet 2004.
Logo de TPS du 1er août 2004 au 31 décembre 2008.

### Slogans
- Du 16 décembre 1996 au 18 août 2002 : « La Télévision par Satellite »
- Du 19 août 2002 au 31 juillet 2004 : « Ceux qui veulent tout veulent TPS »
- Du 1er août 2004 au 31 mars 2006 : « La télé de toutes vos envies »
- Du 1er avril 2006 au 31 décembre 2008 : « Nous avons tant à partager »

## Chaînes du Bouquet TPS

### Les chaînes d'origineTPS Premium(1996)
- TF1
- France 2
- France 3
- La Cinquième
- Arte
- M6
- Eurosport
- LCI
- Festival
- France Supervision
- RTL9
- Téva
- Série Club
- TV5 Monde
- Euronews (en français en 1999)
- Météo Express
- Odyssée
- Télétoon
- Multivision (paiement à la séance)
- Canal Assemblée
- France Courses
- Cinéstar
- Canal Auto (le soir de 2h à 8h sur le canal d'Eurosport)

### Évolution de l'offre TPS
Depuis sa création, d'autres chaînes ont rejoint le bouquet, telles que :
- AB Moteurs
- AB1 (1997)
- Bandiagara (1997)
- BFM TV (2005)
- Boomerang (2003)
- Ciné FX (2005)
- Direct 8 (2006)
- ESPN Classic (2002)
- Europe 2 TV, chaîne mini-généraliste a tendance musicale (2005)
- Eurosport 2 (2005)
- Fun TV (1997)
- Game One, chaîne consacrée aux jeux vidéo (2000)
- Gourmet TV (2001)
- Gulli, chaîne jeunesse de France Télévisions et de Lagardère (2005)
- Histoire (1997)
- I-Télé, chaîne d'information en continu du Groupe Canal+ (2000)
- InfoSport (1998)
- Initiés-tv, nouvelle chaîne d'informations française 100 % bourse sur l'économie et la finance (2001)
- Liberty TV (2000)
- M6 Music (1998) (qui deviendra M6 Music Hits en 2005)
- M6 Music Black (2005)
- M6 Music Rock (2005)
- MTV (1998)
- NRJ 12, chaîne musicale visant un public adolescent créée par NRJ (2005)
- NT1, nouvelle chaîne généraliste du groupe AB (2005)
- OL TV (2005)
- OM TV (2005)
- Paris Première (2000)
- Pink TV, chaîne gay dont les actionnaires sont entre autres TF1, Canal+ et M6 (2004)
- Piwi (2003)
- Régions (1998)
- RFO Sat, chaîne publique de l'outre-mer (1998)
- Télé Melody, chaîne musicale consacrée aux années 1960, 1970 et 1980 (2003)
- TF6 (2000)
- Tfou TV (2003)
- TMC (2005)
- TPS Foot (2005)
- TPS Star (2001)
- TV Breizh (2000)
- Ushuaïa TV (2005)
- W9, chaîne de divertissements et musicale du Groupe M6 (2005)
- XXL, chaîne de charmes, (1996)

### Les chaînes cinéma de TPS

Logo des chaînes TPS

- TPS Cinéstar (Cinéstar 1 jusqu'en 2003), le multiplexe 100 % cinéma de TPS Star
- TPS Homecinéma (Cinéstar 2 jusqu'en 2003), les grands films de cinéma en qualité DVD, accompagnés de leurs bonus
- TPS Cinéculte (Cinéfaz jusqu'en 2003), la chaîne des amateurs de films de genre et d'auteur
- TPS Cinétoile (Cinétoile jusqu'en 2003), la chaîne des grands classiques du cinéma en noir et blanc et en couleur
- TPS Cinextrême, de l’action au frisson, toutes les sensations fortes, lancée en 2003
- TPS Cinéfamily, la chaîne des meilleures comédies et des grands dessins animés pour toute la famille, lancée en 2003
- TPS Cinéclub, la chaîne des films d'auteur, de légende et des films venant de pays lointains, lancée en 2005
- TPS Cinécomedy, la chaîne de la comédie, lancée en 2005
- Ciné Polar
- Ciné FX
- Action

## Fusion TPS - Canal+/Canal Satellite, technique économique de l'opération
D'un point de vue formel, la fusion de TPS et de CanalSat repose sur un apport des titres de la société "TPS Gestion" à la société Canal+ France, cette dernière étant créée spécialement pour l'opération de fusion. Dans le même temps, une opération de restructuration a précédé l'apport des titres de TPS gestion à Canal+ France, à savoir l'apport des titres de TPS (société en nom collectif) détenues par M6 et TF1 à TPS Gestion (société anonyme).
Le but de ces deux opérations est de créer une holding (la société "Canal+ France") regroupant l'ensemble des activités audiovisuelles du groupe CANAL+ et de TPS, dont le siège est à Issy-les-Moulineaux dans les Hauts-de-Seine.
En ce qui concerne l'évaluation des sociétés TPS et Canal+, le rapport d'échange a conduit à valoriser l'ensemble fusionné à 6 milliards d'euros, dont 900 millions pour TPS et 5 milliards et 1 million pour Canal+.
En outre, à l’issue des opérations de regroupement de fusion (TPS et CanalSat), TF1 et M6 détiennent 15 % de Canal+ France, et sont bénéficiaires d’une option de vente (put) de type européen sur cette participation, sur Vivendi au terme de 3 ans (soit du 4 janvier 2007 au 4 janvier 2010). Le prix d'exercice du put sera déterminé à dire d’expert avec une valeur plancher égale à 1 milliard et 130 millions d'euros.

## La disparition progressive de TPS, au profit de CanalSat
Effective au 4 janvier 2007, la fusion entre une partie du Groupe Canal+, nommé "Canal+ France" (et non pas sa filiale CANALSAT) et TPS (les groupes TF1 et M6 sont devenus actionnaires minoritaires de cette société, respectivement à hauteur de 9,9 % et 5,1 %), ce qui a donné un seul bouquet satellitaire d'importance en France. CANALSAT et TPS ont créé une plate-forme unique de télévision par satellite et ADSL, afin de faire face à la concurrence accrue, des entreprises de Fournisseur d'Accès à Internet (FAI), de la télécommunication (câble), de la TNT gratuite, et de la télévision sur Internet.
Notons toutefois que le bouquet TPS, n'était plus seulement accessible depuis le réseau satellite : les possibilités de réception se sont étendues en mars 2005, à la technologie ADSL et Fibre (Arrivée progressive à partir de 2009 dans les foyers Français)(l'abonnement pouvant être couplé aux offres de Free, Orange et Neuf Télécom), et en mars 2006 à la TNT gratuite + la TNT payante, le câble étant jusqu'ici, la seule technologie non utilisée, pour la réception de TPS (en effet les cablo-opérateurs proposaient leurs propres bouquets de chaînes).
De plus, ils ont pu conquérir de nouveaux abonnés, par l'achat d'un décodeur TNT, proposée par TPS, et mettre la main sur les meilleures exclusivités sportives et cinématographiques, sur la TNT payante. Toutefois, avec l'arrivée d'Orange en tant que bouquet satellite de chaînes numériques, ce constat est à relativiser, notamment lors des derniers droits de diffusions de football.
Enfin, la fusion de TPS avec CANALSAT a permis de renforcer le pouvoir de négociation (déjà très fort, la situation précédente était celle d'un duopole) face aux fournisseurs, tout en limitant celui des clients.
Les synergies réalisées par le nouveau groupe, renommé Le Nouveau CanalSat, ont permis de réaliser de nombreuses économies, notamment grâce à : 
- La suppression d’une quinzaine de chaînes doublon (par exemple les chaînes cinéma du groupe TPS, avec l'intégration de TPS Cinéculte à l'offre de Canalsat),
- Un plus fort pouvoir (certains diront trop fort) de négociation avec les chaînes indépendantes,
- Un meilleur pouvoir de négociation avec les grands studios américains du cinéma (Universal, Paramount Pictures…) qui vont devoir baisser leurs prix et offrir les mêmes tarifs qu’aux autres bouquets européens,
- La réduction du financement des coûts de productions cinématographiques,
- Moins de location de transpondeurs (satellites).

Toutefois, les synergies liées à la location des transpondeurs ne seront effectives que dans un avenir assez lointain. En effet, TPS loue actuellement à Eutelsat 6 capacités pour un montant total de 20,2 millions d'euros. À la suite de la fusion, TPS devra payer une indemnité liée à la rupture du contrat de location des transpondeurs. De plus, chaque antenne satellite des abonnés TPS devra être redirigé vers le satellite Astra loué par CanalSat. Le coût de l'opération est évalué à 150 euros par antenne (lié au déplacement d'un technicien) auquel s'ajoute le remplacement des décodeurs.
Une fois achetée par le client, le décodeur de TPS ne proposant que, la TNT gratuite et payante, appartient au client.
Dès le 21 mars 2007, les offres satellite de TPS et de CanalSat se sont rapprochées pour ne former qu'une seule et même offre. À cette fin, TPS a préparé deux vagues de renumérotation des chaînes, intervenues du 1er février 2007 au 2 avril 2007 afin de faire converger la numérotation de TPS, vers celle du Nouveau CanalSat.
Dès le mois de novembre 2006, les abonnés TPS par satellite, équipés du terminal locatif de TPS peuvent s'abonner à Canal+ le bouquet, disponible dans un premier temps sur les canaux 111 à 115, et désormais sur les canaux 4, 9, 10, 11 et 12. Ces chaînes sont gratuites jusqu'au 28 février 2007. Cette date est une date finale.
Au mois de février 2007, deux nouvelles chaînes issues de CanalSat ont fait leur apparition sur le décodeur de TPS : Sport+ et Planète+ Thalassa. Puis, l'arrivée le 2 avril de Comédie !, le 1er juillet est arrivée 13e rue, et le 31 juillet, les chaînes MTV Pulse et MTV Idol font leur arrivée. Enfin, l'arrivée de la 6e chaîne cryptée de Canal Plus le bouquet, Canal+ Family et de MTV Base France le 20 décembre 2007.
Le 18 janvier 2007, « Le Groupe Canal+ annonce avoir retenu Astra comme futur opérateur unique pour transporter ses offres de télévision par satellite en France métropolitaine ». Ce choix permettra de « disposer durablement de la capacité satellitaire nécessaire pour développer son offre de chaînes et accélérer le déploiement de la Haute Définition ». Les abonnés TPS devront juste réorienter leur parabole vers ce satellite, à partir du second semestre 2007. Il est dit que ces frais ne seraient pas à leur charge.
Les deux bouquets (TPS et CanalSat) ainsi fusionnés, exploitent le nom provisoire de « Nouveau CanalSat », dénomination transitoire pour finalement conserver « Canalsat » seul dès janvier 2008.
Cette position dominante de Canalsat, propriété de Canal +, est partiellement freinée par la relance du bouquet AB Sat sous le nom de Bis Télévisions, et l'arrivée de France Télécom, qui via sa filiale Orange investit la TV par satellite.
Il faut ajouter le nouveau TPS, sous le nom de TV Numeric, lancé dès le 1er janvier 2007, contenant que la TNT gratuite, 
et une partie de la TNT payante. 
Une fois TPS éteint définitivement, le 31 décembre 2008, TV Numeric peut lui succéder, dès le 1er janvier 2009. Le duopole formé par la fusion "CanalSat et TPS", de 2006 à 2008, disparaît le 31 décembre 2008. Le titre "Le Nouveau CanalSat" disparaît en janvier 2008, pour redevenir Canalsat, avec TPS intégrée.
Le 31 décembre 2008, le dernier abonnement à TPS est résilié, et à cette même date, tous les transpondeurs occupés par TPS sur les satellites Hot Bird sont définitivement coupés, mettant un terme définitif à l'aventure, du bouquet TPS dans le monde audiovisuel français.
Le bouquet TPS était né en décembre 1996.